# NWA World Tag Team Championship (San Francisco version)
L'NWA World Tag Team Championship (San Francisco Version) è stato il principale titolo della divisione tag team della NWA San Francisco e della Big Time Wrestling, federazioni associate alla National Wrestling Alliance.
Il titolo fu attivo dal 1950, anno in cui fu introdotto, fino al 1979, quando la Big Time Wrestling decise di cessarlo.

## Storia
I territori della National Wrestling Alliance erano tenuti a riconoscere un solo campione mondiale dei pesi massimi, ma la NWA consentiva ad ognuno di essi di stabilire un titolo mondiale di coppia, rendendoli di fatto dei titoli regionali, a discapito del nome.
La versione di San Francisco del titolo fu la seconda a nascere come titolo mondiale per la categoria di coppia, preceduta soltanto da quella di Los Angeles. La NWA San Francisco introdusse infatti il titolo nel 1950, assegnandolo a Ray Eckert e Hard Boiled Haggerty, che avrebbero sconfitto Ron Etchison e Larry Moquin: nonostante non ci fossero prove che tale incontro fosse avvenuto, la federazione iniziò a riconoscere i due come campioni mondiali della categoria tag. La NWA San Francisco chiuse nel 1962, abbandonando il titolo.
Sul territorio era attiva fin dall'anno prima la Big Time Wrestling, inizialmente affiliata alla American Wrestling Association e in diretta competizione con la NWA. Roy Shire, proprietario della federazione, creò il suo titolo mondiale tag, e quando nel 1968 la BTW si associò alla NWA, questa riconobbe le cinture come prosieguo di quelle della NWA San Francisco. Il titolo rimase attivo fino al 1979, quando la BTW abbandonò le cinture, chiudendo le attività due anni dopo.

## Albo d'oro
| Legenda  |                                                                               |
| -------- | ----------------------------------------------------------------------------- |
| #        | Indica il numero del regno titolato                                           |
| Regno    | Viene indicato il numero del regno del campione                               |
| Data     | La data in cui il titolo è stato vinto                                        |
| Località | Indica il luogo in cui il titolo è stato vinto                                |
| Note     | Indica notizie particolari riguardanti i cambi di titolo o altre informazioni |

### NWA San Francisco (1950-1961)
| #                                 | Campione                                 | Regno | Data              | Giorni | Località                  | Evento     | Note | Fonti  |
| --------------------------------- | ---------------------------------------- | ----- | ----------------- | ------ | ------------------------- | ---------- | --- | ------ |
| 1                                 | Ray Eckert e Hard Boiled Haggerty        | 1     | 4 aprile 1950     | 35     | --                        | House show | Sconfiggendo Ronnie Etchinson e Larry Moquin in un incontro (non documentato) per decretare i campioni inaugurali.                        |        |
| 2                                 | Ben Sharpe e Mike Sharpe                 | 1     | 9 maggio 1950     | 20     | --                        | House show | |        |
| 3                                 | Ray Eckert (2) e Frederick Von Schacht   | 1     | 29 maggio 1950    | 15     | --                        | House show | |        |
| 4                                 | Ben Sharpe e Mike Sharpe                 | 2     | 13 giugno 1950    | 24     | --                        | House show | |        |
| 5                                 | Tom Rice e Frederick Von Schacht (2)     | 1     | 7 luglio 1950     | --     | --                        | House show | |        |
| Storia del titolo non documentata |                                          |       |                   |        |                           |            | |        |
| 6                                 | Primo Carnera e Sándor Szabó             | 1     | gennaio 1951      | --     | --                        | House show | Non è noto chi abbiano sconfitto. |        |
| 7                                 | Ben Sharpe e Mike Sharpe                 | 3     | 30 gennaio 1951   | --     | --                        | House show | |        |
| —                                 | Vacante                                  | —     | 1951              | —      | —                         | —          | Il titolo fu reso vacante per motivazioni non note.                                                                                       |        |
| 8                                 | Ben Sharpe e Mike Sharpe                 | 4     | 22 maggio 1951    | 276    | --                        | House show | Sconfiggendo Killer Kowalski e Sándor Szabó per riassegnare i titoli vacanti.                                                             |        |
| 9                                 | Ron Etchinson e Sándor Szabó (2)         | 1     | 22 febbraio 1952  | 8      | Oakland, California       | House show | | [ 8 ]  |
| 10                                | Ben Sharpe e Mike Sharpe                 | 5     | 1 marzo 1952      | 13     | --                        | House show | |        |
| 11                                | Hombre Montana e Leo Nomellini           | 1     | 14 marzo 1952     | 4      | Oakland, California       | House show | |        |
| 12                                | Ben Sharpe e Mike Sharpe                 | 6     | 18 marzo 1952     | 273    | --                        | House show | |        |
| 13                                | Fred Atkins e Ray Eckert (3)             | 1     | 16 dicembre 1952  | 14     | --                        | House show | |        |
| 14                                | Ben Sharpe e Mike Sharpe                 | 7     | 30 dicembre 1952  | 127    | --                        | House show | |        |
| 15                                | Leo Nomellini (2) e Enrique Torres       | 1     | 6 maggio 1953     | --     | San Francisco, California | House show | | [ 9 ]  |
| —                                 | Vacante                                  | —     | maggio 1953       | —      | —                         | —          | Il titolo fu reso vacante dopo un incontro finito in pareggio.                                                                            |        |
| 16                                | Ben Sharpe e Mike Sharpe                 | 8     | 1953              | --     | --                        | House show | Sconfiggendo Nomellini e Torres in uno spareggio per riassegnare i titoli.                                                                |        |
| 17                                | Rocky Brown e Leo Nomellini (2)          | 1     | 11 maggio 1954    | --     | San Francisco, California | House show | | [ 10 ] |
| —                                 | Vacante                                  | —     | luglio 1954       | —      | —                         | —          | Il titolo fu disattivato quando Nomellini abbandonò temporaneamente la federazione per unirsi alla franchigia NFL dei San Francisco 49ers |        |
| 18                                | Ben Sharpe e Mike Sharpe                 | 9     | 15 febbraio 1955  | 81     | --                        | House show | Sconfiggendo Nomellini e Hombre Montana per vincere i titoli vacanti.                                                                     |        |
| 19                                | Lord James Blears e Gene Kiniski         | 1     | 7 maggio 1955     | 82     | --                        | House show | | [ 11 ] |
| 20                                | Johnny Barend e Enrique Torres (2)       | 1     | 28 luglio 1955    | 12     | Richmond, California      | House show | |        |
| 21                                | Lord James Blears e Gene Kiniski         | 2     | 9 agosto 1955     | 77     | --                        | House show | |        |
| 22                                | Ronnie Etchison e Ray Stern              | 1     | 25 ottobre 1955   | --     | --                        | House show | |        |
| 23                                | Lord James Blears e Gene Kiniski         | 3     | novembre 1955     | --     | --                        | House show | |        |
| 24                                | Ben Sharpe e Mike Sharpe                 | 10    | 29 novembre 1955  | 157    | --                        | House show | |        |
| 25                                | Koukichi Endo e Rikidōzan                | 1     | 4 maggio 1956     | 15     | Osaka, Giappone           | House show | |        |
| 26                                | Ben Sharpe e Mike Sharpe                 | 11    | 19 maggio 1956    | 55     | Sapporo, Giappone         | House show | |        |
| 27                                | Bobo Brazil e Enrique Torres (3)         | 1     | 13 luglio 1956    | 32     | Oakland, California       | House show | |        |
| 28                                | Bill Miller e Ed Miller                  | 1     | 14 agosto 1956    | 70     | San Francisco, California | House show | |        |
| 29                                | Ben Sharpe e Mike Sharpe                 | 12    | 23 ottobre 1956   | 60     | San Francisco, California | House show | |        |
| 30                                | Ronnie Etchison (2) e Enrique Torres (4) | 1     | 22 dicembre 1956  | 7      | Fresno, California        | House show | |        |
| 31                                | Ben Sharpe e Mike Sharpe                 | 13    | 29 dicembre 1956  | --     | Fresno, California        | House show | |        |
| 32                                | Emil Dusek e Ernie Dusek                 | 1     | gennaio 1957      | --     | San Francisco, California | House show | |        |
| 33                                | Adrien Baillargeon e Paul Baillargeon    | 1     | febbraio 1957     | --     | San Francisco, California | House show | |        |
| 34                                | Blears (4) e Ben Sharpe (14)             | 1     | 16 aprile 1957    | --     | --                        | House show | |        |
| 35                                | Leo Nomellini (4) e Enrique Torres (5)   | 2     | 1957              | --     | --                        | House show | |        |
| 36                                | Ben Sharpe (15) e Mike Sharpe (14)       | 14    | 9 maggio 1957     | 19     | Stockton, California      | House show | |        |
| 37                                | Bobo Brazil (2) e Enrique Torres (6)     | 2     | 28 maggio 1957    | --     | San Francisco, California | House show | |        |
| 38                                | Ben Sharpe (16) e Mike Sharpe (15)       | 15    | luglio 1957       | --     | --                        | House show | |        |
| 39                                | Tex McKenzie e Ramon Torres              | 1     | 21 settembre 1957 | --     | Fresno, California        | House show | |        |
| 40                                | Omaya Kato e Karl Von Schober            | 1     | novembre 1957     | --     | --                        | House show | |        |
| 41                                | Ciclon Anaya e Ramon Torres (2)          | 1     | 13 dicembre 1957  | 27     | Oakland, California       | House show | |        |
| 42                                | Ben Sharpe (17) e Mike Sharpe (16)       | 16    | 9 gennaio 1958    | 1      | Stockton, California      | House show | |        |
| 43                                | Ciclon Anaya (2) e Ramon Torres (3)      | 2     | 10 gennaio 1958   | 39     | Oakland, California       | House show | |        |
| 44                                | Hans Hermann e Art Neilson               | 1     | 18 febbraio 1958  | 69     | San Francisco, California | House show | |        |
| 45                                | Ramon Torres (4) e Dick Warren           | 1     | 28 aprile 1958    | 60     | Sacramento, California    | House show | |        |
| 46                                | Hombre Montana e Tiny Mills              | 1     | 27 giugno 1958    | 17     | San Jose, California      | House show | |        |
| 47                                | Ramon Torres (5) e Dick Warren (2)       | 2     | 14 luglio 1958    | 40     | Sacramento, California    | House show | |        |
| 48                                | Gene Dubuque e Mike Valentino            | 1     | 23 agosto 1958    | 61     | Fresno, California        | House show | |        |
| 49                                | Ronnie Etchison (3) e Buddy Rogers       | 1     | 23 ottobre 1958   | 29     | Oakland, California       | House show | |        |
| 50                                | Gene Dubuque (2) e Fritz Von Gohering    | 1     | 21 novembre 1958  | --     | Oakland, California       | House show | |        |
| 51                                | Johnny Barend (2) e Ronnie Etchison (3)  | 1     | gennaio 1959      | --     | --                        | House show | |        |
| 52                                | Red Hangman e Ben Sharpe (18)            | 1     | 10 gennaio 1959   | --     | Fresno, California        | House show | |        |
| 53                                | Great Lothario e Ramon Torres (6)        | 1     | 1959              | --     | --                        | House show | |        |
| 54                                | Ben Sharpe (19) e Mike Sharpe (17)       | 17    | agosto 1959       | --     | --                        | House show | |        |
| 55                                | Rip Miller e Enrique Torres (7)          | 1     | ottobre 1959      | --     | --                        | House show | |        |
| 56                                | Ben Sharpe (20) e Mike Sharpe (18)       | 18    | 16 ottobre 1959   | --     | --                        | House show | |        |
| 57                                | Ron Etchison (2) e Alberto Torres        | 1     | dicembre 1959     | --     | --                        | House show | |        |
| 58                                | Man Mountain Campbell e Mr. Kleen        | 1     | 1960              | --     | --                        | House show | |        |
| —                                 | Vacante                                  | —     | 1961              | —      | —                         | —          | Il titolo fu reso vacante per motivazioni non note.                                                                                       |        |
| 59                                | Reggie Parks e Enrique Torres (8)        | 1     | 8 agosto 1961     | —      | San Francisco, California | House show | Sconfiggendo Magnificent Maurice e Ed Miller per i titoli vacanti.                                                                        |        |
| —                                 | Disattivato                              | —     | 1961              | —      | —                         | —          | Il titolo fu disattivato con la chiusura della NWA San Francisco                                                                          |        |

### Big Time Wrestling (1961-1979)
| Legenda  |                                                                               |
| -------- | ----------------------------------------------------------------------------- |
| #        | Indica il numero del regno titolato                                           |
| Regno    | Viene indicato il numero del regno del campione                               |
| Data     | La data in cui il titolo è stato vinto                                        |
| Località | Indica il luogo in cui il titolo è stato vinto                                |
| Note     | Indica notizie particolari riguardanti i cambi di titolo o altre informazioni |

| #  | Campione                                     | Regno | Data              | Giorni | Località                  | Evento     | Note | Fonti  |
| -- | -------------------------------------------- | ----- | ----------------- | ------ | ------------------------- | ---------- | --- | ------ |
| 1  | Guy Brunetti e Joe Brunetti                  | 1     | giugno 1961       | --     | San Francisco, California | House show | Riconosciuti come campioni, ma non è documentato alcun incontro per assegnare il titolo. I primi regni non sono riconosciuti come regni NWA.                         |        |
| 2  | Mitsu Arakawa e Kinji Shibuya                | 1     | 11 novembre 1961  | 364    | San Francisco, California | House show | |        |
| 3  | Nick Bockwinkel (3) e Wilbur Snyder          | 1     | 10 novembre 1962  | 157    | San Francisco, California | House show | Nick Bockwinkel era stato precedentemente campione con il nome di Dick Warren                                                                                        |        |
| 4  | Art Nielsen e Stan Nielsen                   | 1     | 16 marzo 1963     | 182    | San Francisco, California | House show | |        |
| 5  | Pepper Gomez e Jose Lothario (2)             | 1     | 14 settembre 1963 | --     | San Francisco, California | House show | |        |
| 6  | Dan Manoukian e Ray Stevens                  | 1     | novembre 1964     | --     | San Francisco, California | House show | |        |
| 7  | The Destroyer e Billy Red Lyons              | 1     | 27 marzo 1965     | 21     | San Francisco, California | House show | |        |
| 8  | Ray Stevens (2) e Pat Patterson              | 1     | 17 aprile 1965    | 623    | San Francisco, California | House show | | [ 12 ] |
| 9  | Ciclon Negro e The Mongolian Stomper         | 1     | 31 dicembre 1966  | 21     | San Francisco, California | House show | |        |
| 10 | Ray Stevens (3) e Pat Patterson (2)          | 2     | 21 gennaio 1967   | 77     | San Francisco, California | House show | |        |
| 11 | Pepper Gomez (2) e Pedro Morales             | 1     | 8 aprile 1967     | 399    | San Francisco, California | House show | |        |
| 12 | Great Sasaki e Kinji Shibuya (2)             | 1     | 11 maggio 1968    | 28     | San Francisco, California | House show | Durante questo regno la Big Time Wrestling si associa alla NWA e il titolo viene riconosciuto come la variante di San Francisco del NWA World Tag Team Championship. |        |
| 13 | Pepper Gomez (3) e Pedro Morales (2)         | 2     | 8 giugno 1968     | 35     | San Francisco, California | House show | |        |
| 14 | Masa Saito e Kinji Shibuya (3)               | 1     | 13 luglio 1968    | --     | San Francisco, California | House show | |        |
| 15 | Pepper Gomez (4) e Peter Maivia              | 1     | ottobre 1969      | --     | --                        | House show | |        |
| 16 | Peter Maivia (2) e Ray Stevens (4)           | 1     | novembre 1969     | --     | --                        | House show | Gomez cedette la sua metà di regno a Ray Stevens in seguito ad un infortunio.                                                                                        |        |
| 17 | Billy Graham e Pat Patterson (3)             | 1     | gennaio 1971      | --     | San Francisco, California | House show | |        |
| 18 | Pepper Gomez (5) e Rocky Johnson             | 1     | 18 settembre 1981 | 238    | San Francisco, California | House show | |        |
| 19 | Lars Anderson e Paul DeMarco                 | 1     | 13 maggio 1972    | 207    | San Francisco, California | House show | | [ 13 ] |
| 20 | Rocky Johnson (2) e Pat Patterson (4)        | 1     | 6 dicembre 1972   | 140    | Sacramento, California    | House show | |        |
| 21 | Great Mephisto e Kinji Shibuya (4)           | 1     | 25 aprile 1973    | 7      | Sacramento, California    | House show | |        |
| 22 | Rocky Johnson (3) e Pat Patterson (5)        | 2     | 2 maggio 1973     | 91     | Sacramento, California    | House show | |        |
| 23 | Intern #1 e Intern #2                        | 1     | 1 agosto 1973     | --     | --                        | House show | |        |
| 24 | Masa Saito (2) e Kinji Shibuya (5)           | 2     | settembre 1973    | --     | --                        | House show | L'esistenza di questo regno non è completamente confermata |        |
| 25 | Rocky Johnson (4) e Pat Patterson (6)        | 3     | novembre 1973     | --     | --                        | House show | |        |
| 26 | Kurt Von Brauner e Karl Von Brauner          | 1     | 6 marzo 1974      | 108    | Sacramento, California    | House show | |        |
| 27 | Peter Maivia (3) e Pat Patterson (7)         | 1     | 22 giugno 1974    | --     | San Francisco, California | House show | |        |
| 28 | Invader #1 e Invader #2                      | 1     | aprile 1975       | --     | Florida                   | House show | |        |
| 29 | Moondog Mayne e Pat Patterson (8)            | 1     | 9 agosto 1975     | 14     | San Francisco, California | House show | |        |
| 30 | Invader #1 e Invader #2                      | 2     | 23 agosto 1975    | 67     | San Francisco, California | House show | |        |
| 31 | Pedro Morales (3) e Pat Patterson (9)        | 1     | 29 ottobre 1975   | 147    | Sacramento, California    | House show | |        |
| 32 | Invader #1 (3) e Don Muraco                  | 1     | 24 marzo 1976     | 52     | Sacramento, California    | House show | |        |
| 33 | Tony Garea e Pat Patterson (10)              | 1     | 15 maggio 1976    | 126    | San Francisco, California | House show | |        |
| 34 | Jonathan Boyd e Norman Frederick Charles III | 1     | 18 settembre 1976 | 77     | San Francisco, California | House show | |        |
| 35 | Jimmy Valiant e Johnny Valiant               | 1     | 4 dicembre 1976   | 67     | San Francisco, California | House show | |        |
| 36 | Pepper Gomez (6) e Pat Patterson (11)        | 1     | 9 febbraio 1977   | 49     | Sacramento, California    | House show | |        |
| 37 | Bob Roop e Alexis Smirnoff                   | 1     | 30 marzo 1977     | 77     | Sacramento, California    | House show | |        |
| 38 | Pepper Gomez (7) e Al Madril                 | 1     | 15 giugno 1977    | --     | Sacramento, California    | House show | |        |
| —  | Vacante                                      | —     | giugno 1977       | —      | —                         | —          | Il titolo fu reso vacante in seguito ad un infortunio di Al Madril.                                                                                                  |        |
| 39 | Kurt Von Steiger e Karl Von Steiger          | 1     | 16 luglio 1977    | 119    | San Francisco, California | House show | Vincendo un torneo ad 8 tag team per riassegnare il titolo vacante.                                                                                                  |        |
| 40 | Moondog Mayne (2) e Ray Stevens (5)          | 1     | 12 novembre 1977  | 25     | San Francisco, California | House show | |        |
| 41 | Kurt Von Steiger e Karl Von Steiger          | 2     | 7 dicembre 1977   | 47     | Sacramento, California    | House show | |        |
| 42 | Black Gordman e Goliath                      | 1     | 23 gennaio 1978   | 30     | Sacramento, California    | House show | | [ 14 ] |
| 43 | Dean Ho e Moondog Mayne (3)                  | 1     | 22 febbraio 1978  | --     | Sacramento, California    | House show | | [ 8 ]  |
| —  | Vacante                                      | —     | aprile 1978       | —      | —                         | —          | Il titolo fu reso vacante per motivazioni non note. |        |
| 44 | Dean Ho (2) e Ron Starr                      | 1     | 20 settembre 1978 | 35     | Porto Rico                | House show | Annunciati come vincitori di un torneo (mai realmente avvenuto) per riassegnare i titoli vacanti.                                                                    |        |
| 45 | Buddy Rose e Ed Wiskoski                     | 1     | 25 ottobre 1978   | 29     | Sacramento, California    | House show | |        |
| 46 | Ron Starr (2) e Enrique Vera                 | 1     | 23 novembre 1978  | 14     | Sacramento, California    | House show | |        |
| 47 | Buddy Rose e Ed Wiskoski                     | 2     | 8 dicembre 1978   | --     | Sacramento, California    | House show | |        |
| 48 | Roddy Piper e Ed Wiskoski (3)                | 1     | febbraio 1979     | --     | --                        | House show | Rose cedette la sua metà di regno a Piper |        |
| —  | Disattivato                                  | —     | aprile 1979       | —      | —                         | —          | Il titolo fu disattivato dalla Big Time Wrestling. |        |